# Valeriana quiroana
Valeriana quiroana là một loài thực vật có hoa trong họ Kim ngân. Loài này được Xena miêu tả khoa học đầu tiên năm 1992.